# Herb gminy Narew
Herb gminy Narew – jeden z symboli gminy Narew, ustanowiony 14 października 2010.

## Wygląd i symbolika
Herb przedstawia na tarczy koloru srebrnego czerwoną postać kozła, zwróconą w prawo. 